# Antiochus III của Commagene
Antiochus III Epiphanes (tiếng Hy Lạp: Ἀντίοχος ὀ Ἐπιφανής, thế kỷ thứ 1 TCN - năm 17 CN) là vị vua của vương quốc Commagene từ năm 12 TCN đến năm 17 CN. Ông là con trai và người kế vị của vua Mithridates III xứ Commagene, mẹ của ông là công chúa Media và nữ hoàng của Commagene, Iotapa. Ông có gốc gác Armenia,Hy Lạp và Media. Cha mẹ của ông là anh em họ với nhau.
Khi Antiochus qua đời vào năm 17 CN, cái chết của ông đã tạo ra vấn đề lớn cho vương quốc. Vào thời điểm Antiochus qua đời, Commagene đang trong tình trạng bất ổn chính trị. Lý do dẫn đến tình trạng này thì lại không rõ ràng, tuy nhiên nó có thể là kết quả của việc những người con của ông với nữ hoàng Iotapa, Antiochus và Iotapa đang còn quá nhỏ để có thể kế vị người cha của họ.
Rất ít thông tin được biết đến về cuộc đời và triều đại của ông. Sau khi Antiochus qua đời, đã có hai phe phái xuất hiện. Một phe được lãnh đạo bởi giới quý tộc, những người muốn Commagene được đặt dưới sự cai trị của đế quốc La Mã và một phe khác được lãnh đạo bởi các công dân, những người mong muốn sự độc lập của Commagene được giữ lại dưới sự cai trị của một nhà vua của họ.
Cả hai phe phái chính trị đã gửi sứ thần tới Roma nhằm tìm kiếm sự chỉ bảo và giúp đỡ của Hoàng đế La Mã Tiberius để quyết định tương lai của Commagene. Tiberius sau đó đã quyết định biến Commagene trở thành một phần của tỉnh Syria thuộc La Mã. Quyết định này đã được rất nhiều các công dân của Commagene hoan nghênh. Commagene vẫn nằm dưới sự cai trị La Mã cho đến khi Hoàng đế La Mã Caligula tiến hành khôi phục vương quốc cho con trai của Antiochus vào năm 38 CN.